# Alfoz de Lara

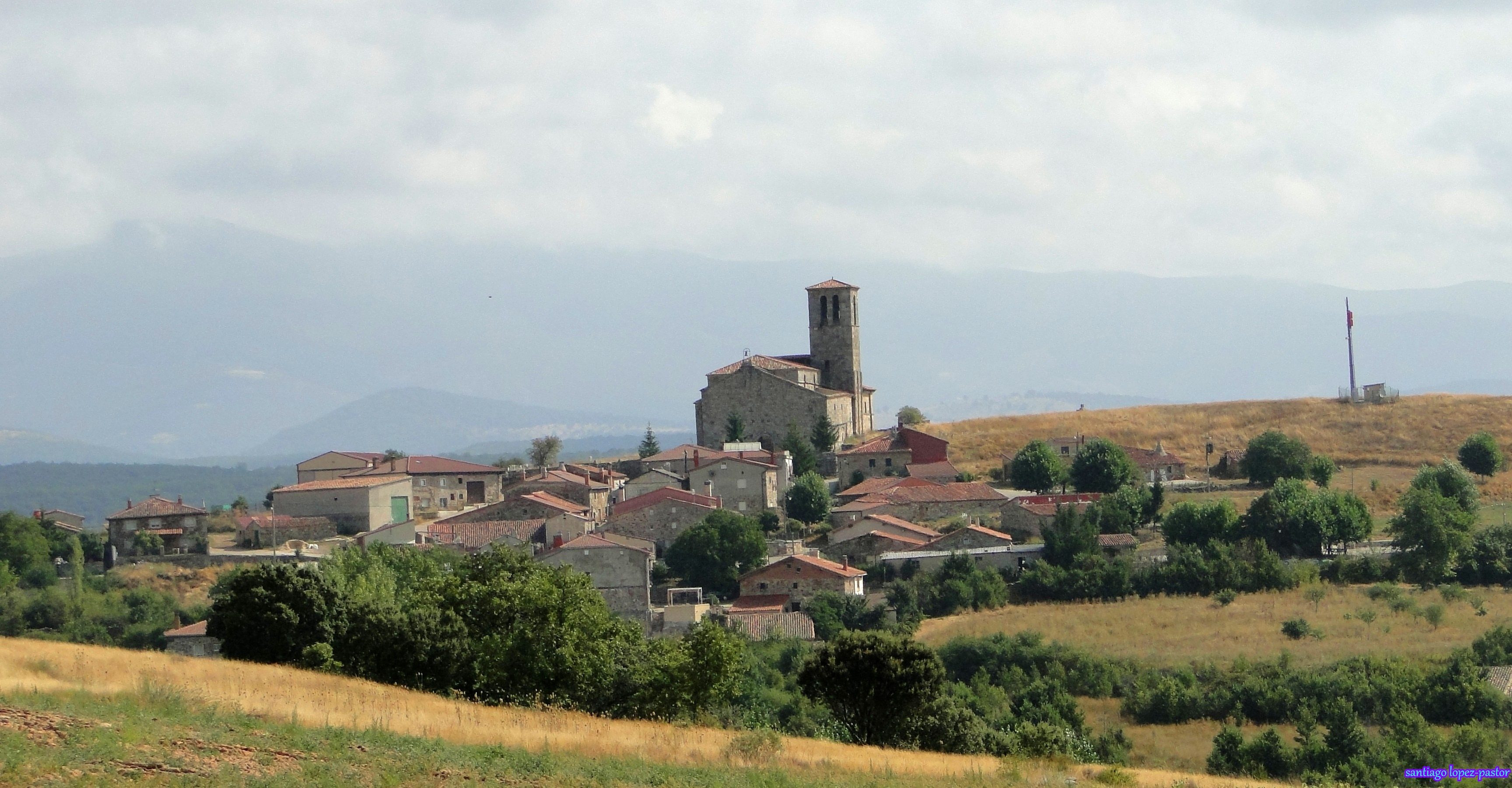
Lara de los Infantes

Der Alfoz de Lara ist ein historischer Gemeindeverband im Hochtal des Río Arlanza in den Bergen der Sierra de la Demanda im Südosten der Provinz Burgos. Er bildete vom 11. bis zum 14. Jahrhundert die Basis der Macht des Hauses Lara.

## Geschichte
Die Existenz dieses Verbandes als juristische Einheit geht mindestens auf das Jahr 912 zurück, in dem er das erste Mal dokumentiert ist. Im 11. Jahrhundert war er der älteste und größte der Alfoces im Königreich Kastilien. Ein anscheinend gefälschtes Dokument aus dem Kloster San Pedro de Arlanza weist ihm ein weitaus größeres Gebiet zu als alle übrigen Quellen.

## Zugehörige Gemeinden
Der heutige Gemeindeverband Alfoz de Lara besteht aus folgenden Orten:
| - Arauzo de Miel - Arauzo de Salce - Arauzo de Torre - Barbadillo de Herreros - Barbadillo del Mercado - Barbadillo del Pez - Cabezón de la Sierra - Carazo (Burgos) | - Cascajares de la Sierra - Castrillo de la Reina - Contreras - La Gallega - Hacinas - Hontoria del Pinar - Huerta de Arriba - Huerta de Rey | - Jaramillo de la Fuente - Jaramillo Quemado - Mambrillas de Lara - Mamolar - Monasterio de la Sierra - Monterrubio de la Demanda - Pinilla de los Moros | - Rabanera del Pinar - La Revilla y Ahedo - Riocavado de la Sierra - Salas de los Infantes - San Millán de Lara - Valle de Valdelaguna - Vizcaínos. |  |